# Jean-Pierre Kérien
Jean-Pierre Kérien, né le 15 mars 1913 au Havre et mort le 9 avril 1984 à Paris, est un acteur français.

## Filmographie

### Cinéma
- 1937 : L'Affaire du courrier de Lyon de Maurice Lehmann et Claude Autant-Lara : Bruer
- 1938 : Le Dompteur de Pierre Colombier
- 1939 : Le Chasseur de chez Maxim's de Maurice Cammage
- 1941 : Un chapeau de paille d'Italie de Maurice Cammage
- 1942 : Lettres d'amour de Claude Autant-Lara
- 1943 : Une vie de chien de Maurice Cammage
- 1947 : Une mort sans importance de Yvan Noé
- 1949 : Les Eaux troubles de Henri Calef
- 1949 : L'Auberge du péché de Jean de Marguenat
- 1949 : Le Cas du docteur Galloy de Maurice Téboul
- 1949 : Dernier Amour de Jean Stelli
- 1950 : La Souricière d'Henri Calef
- 1950 : Un homme marche dans la ville de Marcello Pagliero
- 1950 : Né de père inconnu de Maurice Cloche
- 1950 : Un sourire dans la tempête de René Chanas
- 1952 : Domenica de Maurice Cloche
- 1952 : Le Banquet des fraudeurs de Henri Storck
- 1953 : Le Petit Jacques de Robert Bibal
- 1954 : Zoé de Charles Brabant
- 1954 : Opération Tonnerre de Gérard Sandoz
- 1954 : Crime au concert Mayol de Pierre Méré
- 1954 : Passion de femmes de Hans Herwig
- 1954 : Paris de Henri Calef - Uniquement la voix pour ce documentaire
- 1955 : À la manière de Sherlock Holmes d'Henri Lepage : Marval
- 1955 : La Plus Belle des vies de Claude Vermorel
- 1956 : Trapèze de Carol Reed
- 1957 : Paris clandestin de Walter Kapps
- 1957 : Les Aventuriers du Mékong de Jean Bastia
- 1957 : Tabarin de Richard Pottier
- 1959 : Détournement de mineures de Walter Kapps
- 1959 : Prisonniers de la brousse de Willy Rozier
- 1959 : Le Septième Jour de Saint-Malo de Paul Mesnier
- 1960 : September storm de Byron Haskin
- 1961 : Les Bras de la nuit de Jacques Guymont
- 1963 : Muriel, ou le temps d'un retour d'Alain Resnais : Alphonse
- 1966 : La guerre est finie d'Alain Resnais
- 1967 : Le Roi du Luxembourg de Daniel Leveugle - (court métrage)

### Télévision
- 1956 : En votre âme et conscience, épisode L'Affaire Hugues de Jean Prat
- 1958 : En votre âme et conscience :  L'Affaire Schwartzbard de Claude Barma
- 1961 : Le Drame de Sainte-Hélène de Guy Lessertisseur
- 1962 : La Belle et son fantôme de Bernard Hecht
- 1962 : L’Épingle du jeu (Les Cinq Dernières Minutes no 23) de Claude Loursais
- 1966 : Les Cinq Dernières Minutes, épisode La Rose de fer de Jean-Pierre Marchand
- 1966 : La fille du régent (feuilleton ): Poncalec
- 1966 : La Machine à écrire, téléfilm français de Gilbert Pineau d'après la pièce de théâtre de Jean Cocteau : Didier
- 1970 : Les Sesterain ou le Miroir 2000
- 1970 : Les cousins de la Constance : Le docteur
- 1971 : La Duchesse de Berry de Jacques Trébouta : Mesnard
- 1973 : Le Jet d'eau
- 1973 : Ton amour et ma jeunesse d'Alain Dhénaut : Le procureur Pluvault
- 1973 : Au théâtre ce soir : Ouragan sur le Caine d'Herman Wouk, mise en scène André Villiers, réalisation Georges Folgoas, Théâtre Marigny
- 1974 :  Aux frontières du possible  : épisode : Meurtres à distance de Claude Boissol
- 1976-1982 : Commissaire Moulin de Paul Andréota - 10 épisodes : Commissaire Rocard
- 1979 : Par-devant notaire - segment Succession veuve Bernier de Daniel Georgeot : Pierre Verdelloni

## Théâtre
- 1935 : Peer Gynt de Henrik Ibsen, Théâtre de la Porte-Saint-Martin
- 1942 : Une jeune fille savait d'André Haguet, mise en scène Louis Ducreux, Théâtre des Bouffes Parisiens
- 1945 : Arsenic et vieilles dentelles de Joseph Kesselring, mise en scène Jacques-Henri Duval, Théâtre de l'Athénée
- 1946 : Un amour fou de Jean Guitton, Théâtre de l'Apollo
- 1948 : La Voix de la tourterelle de John van Druten, mise en scène Ibarra, Théâtre de l'Œuvre
- 1959 : Mousseline de Louis Velle, mise en scène de l'auteur, Théâtre Fontaine
- 1961 : Un rossignol chantait  de Robert Lamoureux, mise en scène Jean Marais, Théâtre des Célestins (Lyon)
- 1962 : Le Temps des cerises de Jean-Louis Roncoroni, mise en scène Yves Robert, Théâtre de l'Œuvre
- 1964 : Le Cinquième Cavalier de Costa du Rels, mise en scène Maurice Guillaud, Théâtre Hébertot
- 1964 : Sainte Jeanne de George Bernard Shaw, mise en scène Pierre Franck, Théâtre Montparnasse

## Discographie
- La Bretagne
- La véritable histoire de Noël (Auvidis)